# Акаційовик
Ака́ційовик (Phyllolais pulchella) — вид горобцеподібних птахів родини тамікових (Cisticolidae). Мешкає в Східній і Центральній Африці. Це єдиний представник монотипового роду Акаційовик (Phyllolais )

## Поширення і екологія
Акаціовики поширені на сході Африці: в Ефіопії, Уганді, Кенії, Руанді, Еритреї, в Південному Судані і на півдні Судану, на крайньому північному сході ДР Конго. Також окремі популяції мешкають в Центральній Африці: в Центральноафриканській республіці, Чаді, північному Камеруні, північно-східній Нігерії та на крайньому півдні Нігеру. Вони живуть в саванах, в сухих лісових масивах і чагарниових заростях. Вони віддіють перевагу Vachellia abyssinica і Vachellia xanthophloea.